# Barleria rehmannii
Barleria rehmannii är en akantusväxtart som beskrevs av C. B. Cl.. Barleria rehmannii ingår i släktet Barleria och familjen akantusväxter. Inga underarter finns listade i Catalogue of Life.